# チゴユリ属
チゴユリ属（チゴユリぞく、学名：Disporum、和名漢字表記：稚児百合属）はイヌサフラン科の属の一つ。かつてはユリ科に分類されていた。

## 特徴
多年草。根出葉はなく、茎葉があり、葉は互生する。茎が1本立ちするか、または多少分枝する。花は茎または枝の先端に1-数個、横向きまたは下向きにつく。花被片は6個あり、離生し、基部にふくらみがある種がある。雄蕊は6個、葯は長楕円形で、なかば外側を向く。子房は上位で3室あり、ふつう各室に2個の胚珠がある。果実は液果で球状になり、黒色に熟す。
ヒマラヤ、インド、東アジアに約20種あり、日本には4種あるほか、自然交雑種がある。従来、この属に分類されていた北アメリカに分布する5-6種は、プロサルテス属 Prosartes として分離された。

## 種

### 日本の種
- キバナチゴユリ Disporum lutescens (Maxim.) Koidz. -和歌山県、四国、九州の一部に分布
- ホウチャクソウ Disporum sessile D.Don ex Schult. et Schult.f. -日本のほか、朝鮮、中国、樺太に分布
- チゴユリ Disporum smilacinum A.Gray -日本のほか、朝鮮、中国に分布
- オオチゴユリ Disporum viridescens (Maxim.) Nakai -日本の北海道、本州の北部・関東地方・中部地方のほか、朝鮮、中国東北部、ウスリーに分布
- ホウチャクチゴユリ Disporum × hishiyamanum K.Suzuki -ホウチャクソウとチゴユリの自然交雑種

### 外国の種
- Disporum acuminatissimum W.L.Sha - 中国江西省に分布
- Disporum acuminatum C.H.Wright - ミャンマー北部に分布
- Disporum bodinieri (H.Lév. & Vaniot) F.T.Wang & Tang - チベットから中国南部、海南省に分布
- Disporum calcaratum D.Don - ネパールから中国雲南省南部に分布
- Disporum cantoniense (Lour.) Merr. トウチクラン - ヒマラヤから中国南部、マレーシアに分布
- Disporum hainanense Merr. - 中国広東省南部、海南省に分布
- Disporum jinfoshanense X.Z.Li, D.M.Zhang & D.Y.Hong - 中国重慶に分布
- Disporum kawakamii Hayata - 台湾に分布
- Disporum leucanthum H.Hara - ヒマラヤ東部から中国南部に分布
- Disporum longistylum (H.Lév. & Vaniot) H.Hara - 中国中央部からチベットに分布
- Disporum megalanthum F.T.Wang & Tang - 中国中央部に分布
- Disporum nantouense S.S.Ying - 台湾中央部に分布
- Disporum shimadae Hayata - 台湾北部に分布
- Disporum tonkinense Koyama - ベトナム北部に分布
- Disporum trabeculatum Gagnep. - 中国南部からベトナムに分布
- Disporum uniflorum Baker キバナホウチャクソウ - 中国から朝鮮に分布

## ギャラリー
- Disporum sessile
ホウチャクソウ
- Disporum smilacinum
チゴユリ
- Disporum viridescens
オオチゴユリ
- Disporum cantoniense
トウチクラン
- Disporum uniflorum
キバナホウチャクソウ